# Jardines de Aranjuez
Los jardines de Aranjuez son un conjunto de bosques y parques ajardinados y ornamentados situados en la ciudad española de Aranjuez, en la Comunidad de Madrid. Los jardines, que están al cuidado de Patrimonio Nacional, forman parte del Paisaje cultural de Aranjuez, declarado Patrimonio de la Humanidad por la Unesco en 2001.

## Vegetación
El conjunto de jardines alberga una amplia colección botánica, con un buen número de especies, subespecies y rarezas, en la que también destaca su altura y su antigüedad, con ejemplares en torno a los 50 metros de altura y más de 200 años. Así, albergan más de 400 especies arbóreas y arbustivas y acogen 28 árboles catalogados como singulares por la Comunidad de Madrid. Entre estos sobresale un ejemplar llamado Plátano de la Trinidad que, con 220 años de edad y 47 metros de altura, es el árbol más alto de la Comunidad de Madrid.
Entre las especies presentes destacan pacano, ahuehuete, palmera chilena, caqui de Virginia, árbol del estoraque, plátano (Platanus orientalis, Platanus occidentalis y Platanus x hispanica), castaño de Indias de flor amarilla, castaño de Indias de flor roja, almez de azúcar, macasar, espino escarlata, árbol de San Andrés, cafetero de Kentucky, tulípero de Virginia, naranjo de Luisiana, magnolia estrellada, metasecuoya, árbol del hierro, paulonia imperial, pino de Chipre, tilo plateado y zelkova japonesa.

## Jardines

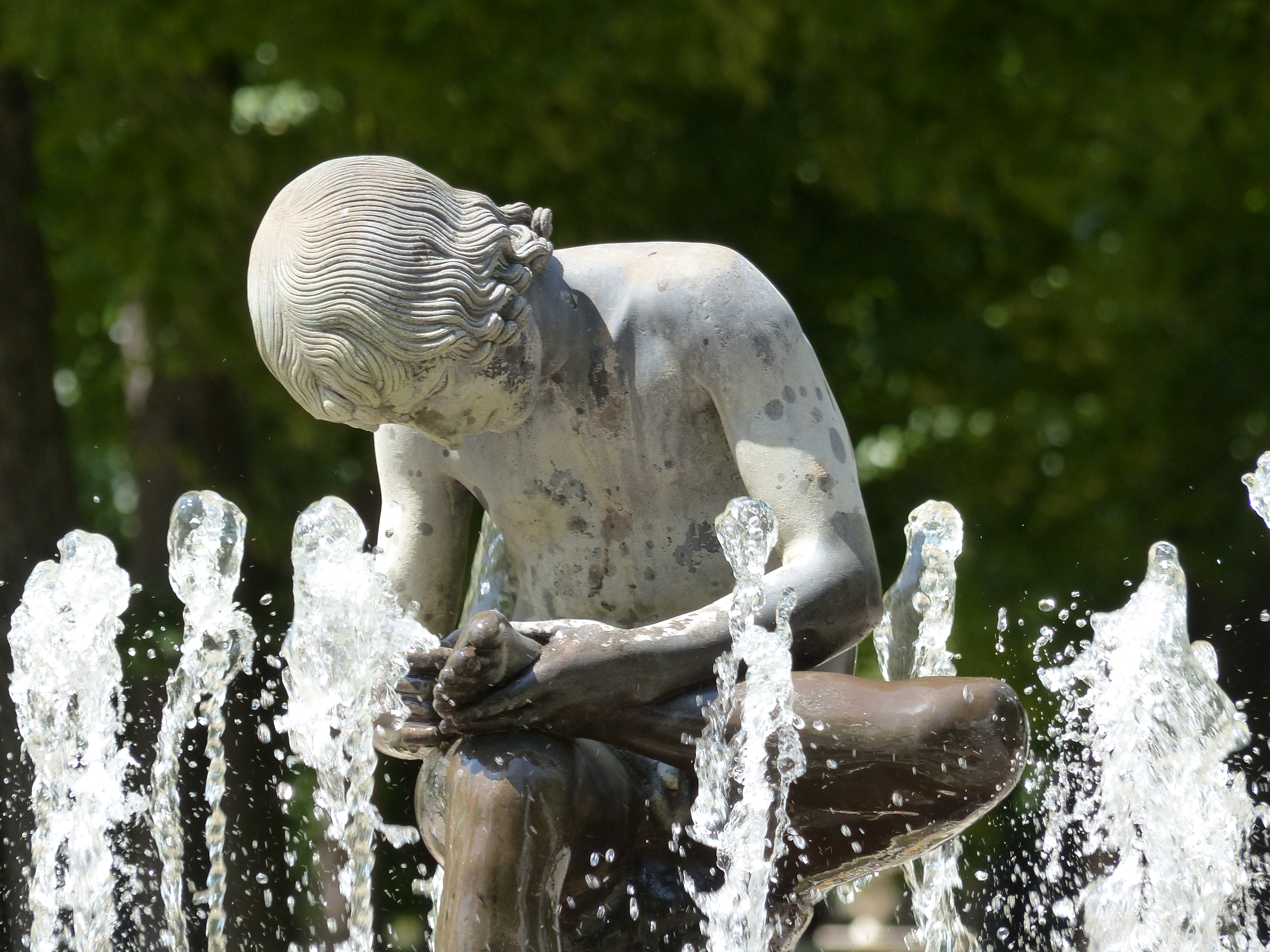
Jardín de la Isla
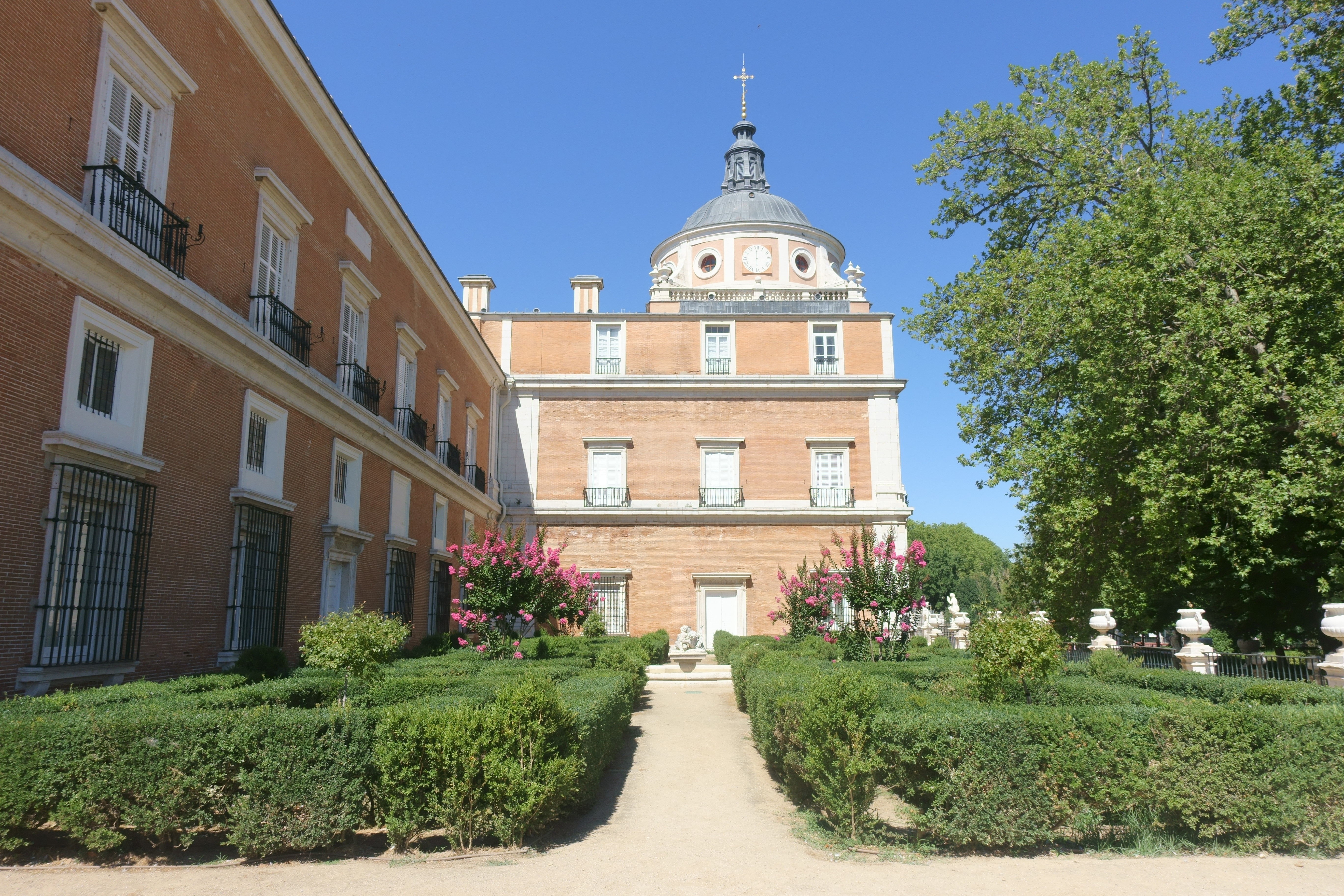
Jardín de la Reina
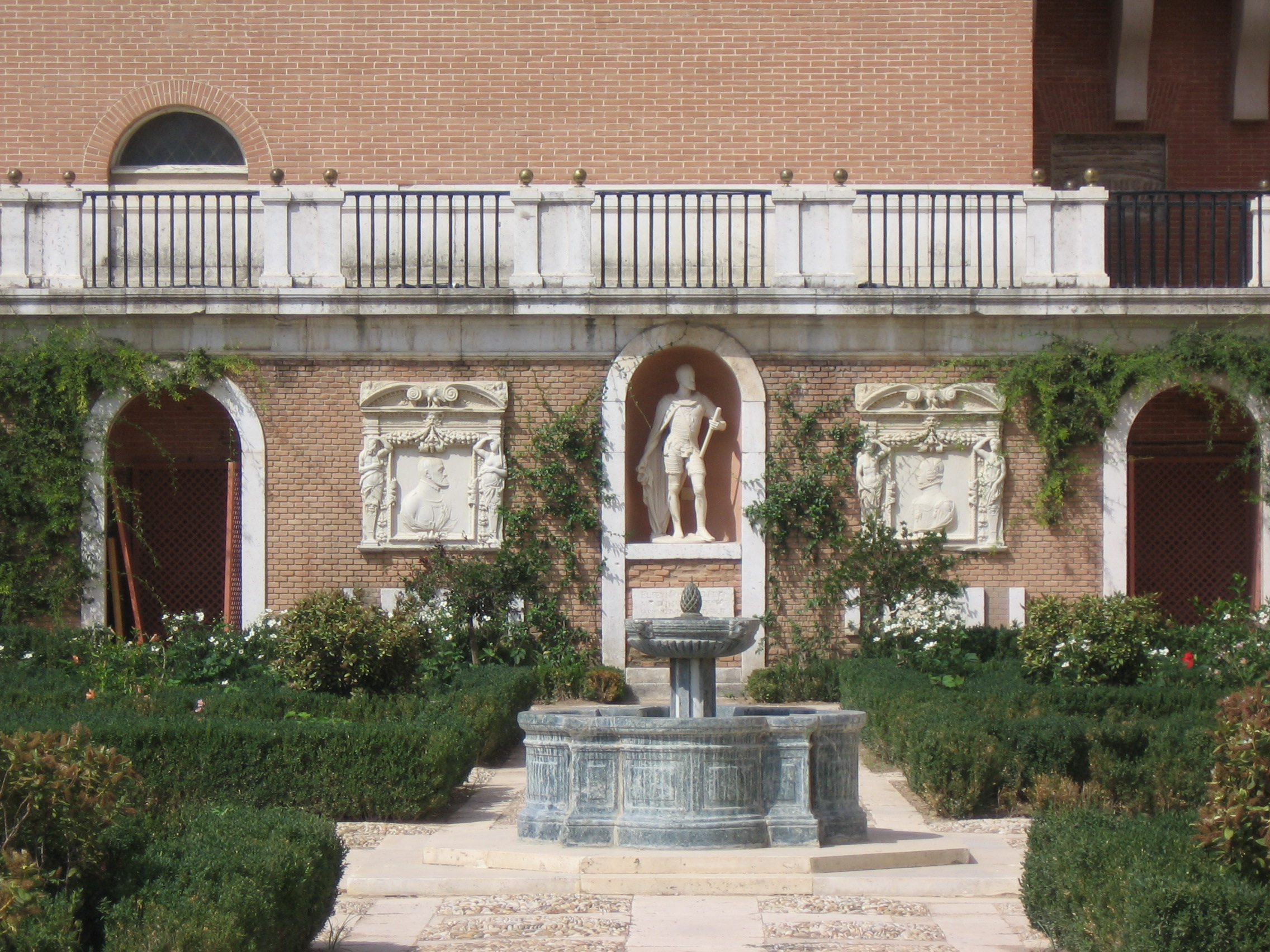
Jardín del Rey
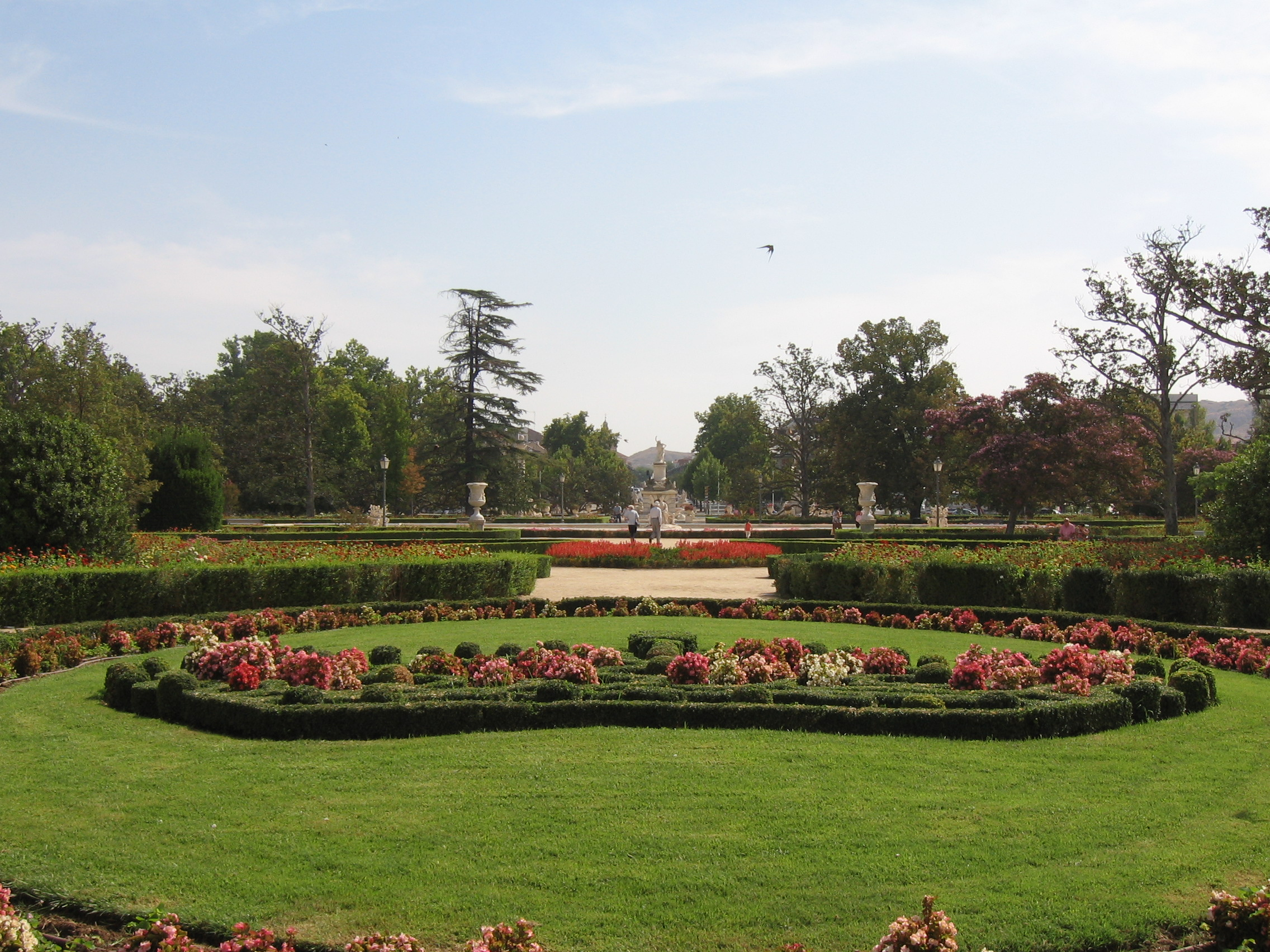
Jardín del Parterre
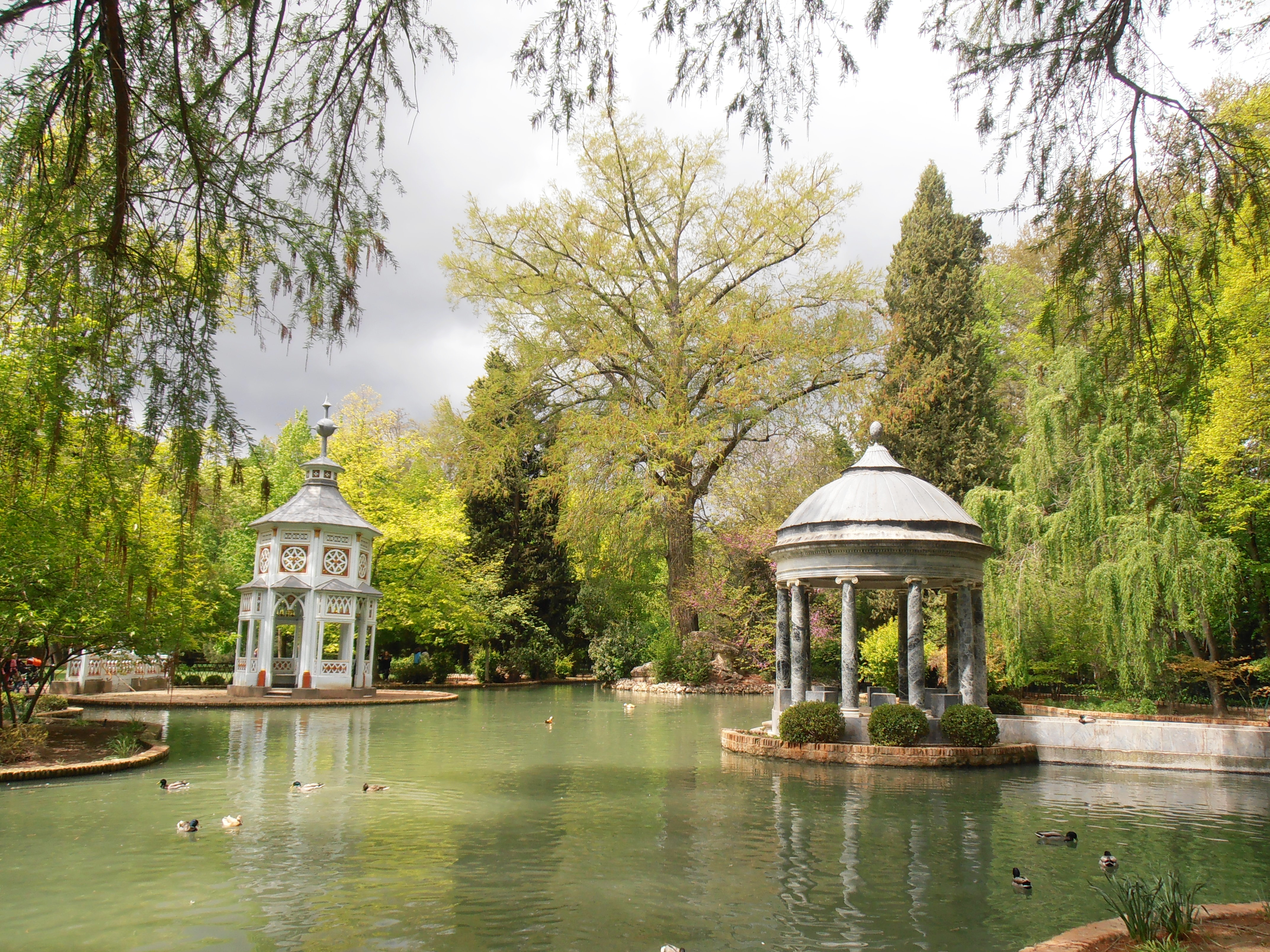
Jardín del Príncipe
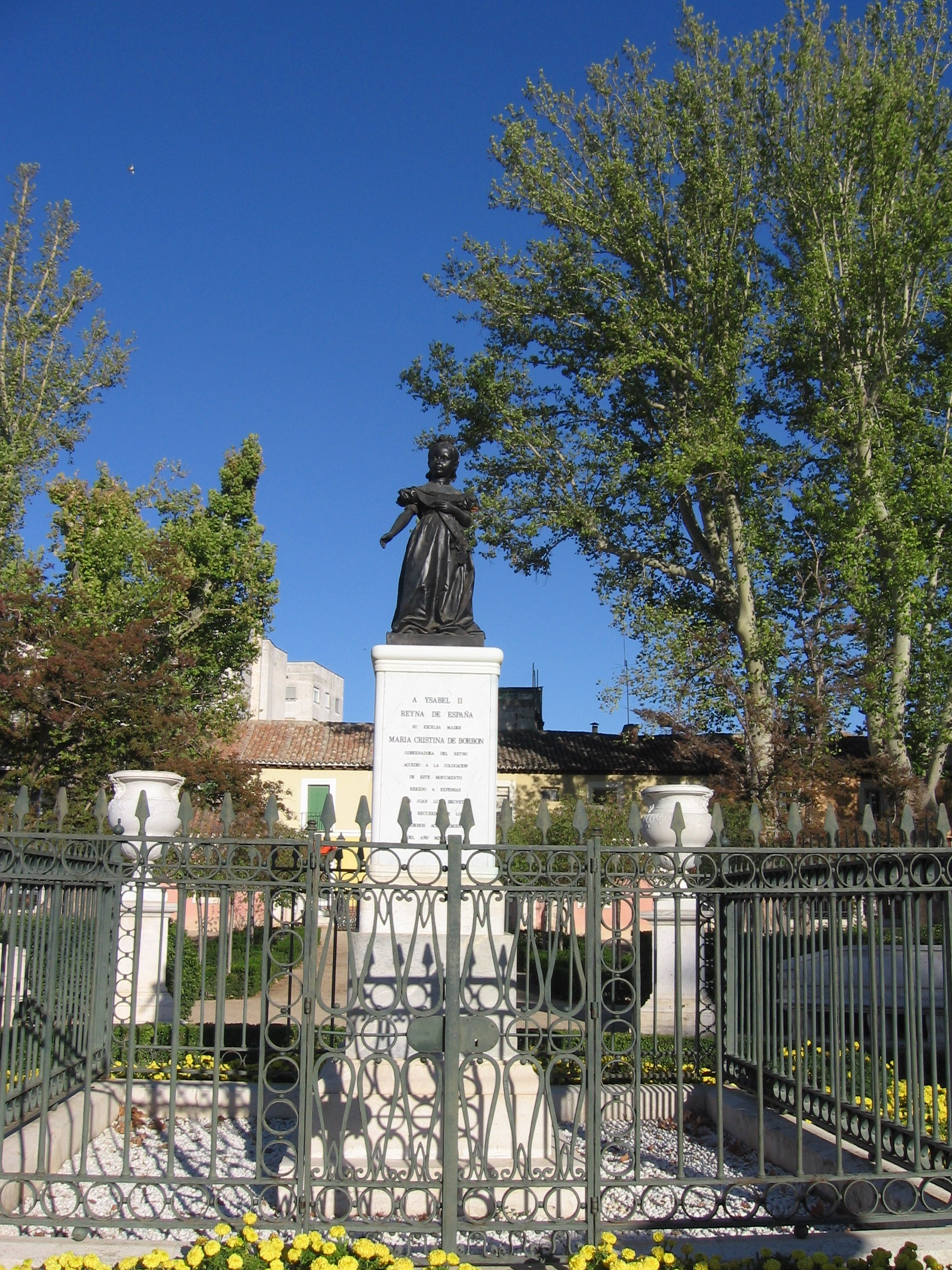
Jardín de Isabel II